# Eudejeania nigra
Eudejeania nigra är en tvåvingeart som beskrevs av Townsend 1912. Eudejeania nigra ingår i släktet Eudejeania och familjen parasitflugor.
Artens utbredningsområde är Peru. Inga underarter finns listade i Catalogue of Life.